# Papa Clement al II-lea
Papa Clement al II-lea (n. octombrie 1005, Hornburg, Saxonia Inferioară, Germania – d. 9 octombrie 1047, Pisaurum, Marchia Anconitana, Statele Papale) a fost cel de al doilea papă german al Romei (1046-1047) (numele laic: Suidger, Graf von Morsleben und Hornburg).
Papa Clement al II-lea a murit în anul 1047, după numai un an de pontificat, fiind otrăvit cu plumb la ordinul succesorului său la Scaunul Apostolic din Vatican, Papa Benedict al IX-lea. 
Deoarece înainte de a fi papă, a fost episcop de Bamberg, Clement al II-lea este înmormântat într-un sarcofag amplasat în Domul din Bamberg, în Germania. 
Este unul din puținii papi înmormântați în afara Italiei (alt exemplu este papa Martin I, înmormântat în Crimeea).